# Vilalba
Pour les articles homonymes, voir Villalba.

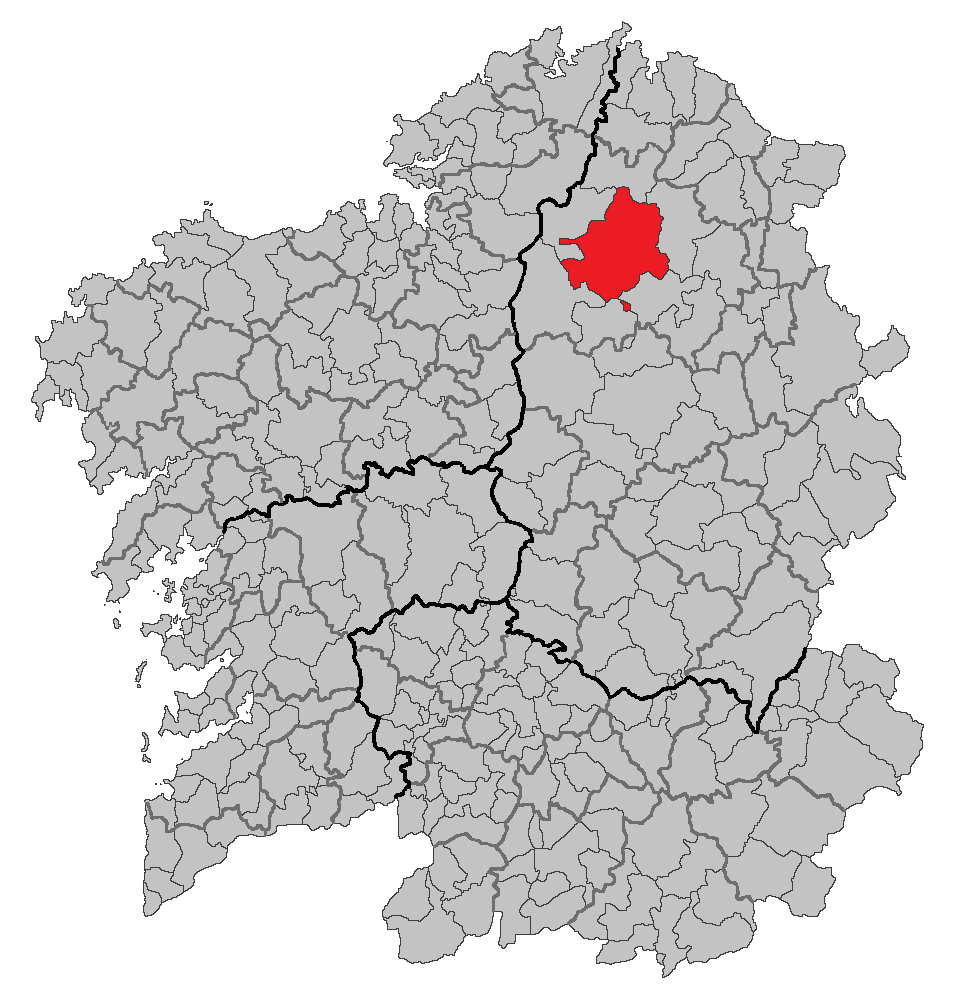
Localisation en Galice

Vilalba est une commune du nord-ouest de l'Espagne, dans la province de Lugo, dans la communauté autonome de Galice.
Elle est le chef-lieu de la comarque de Terra Chá.
Vilalba est une étape sur le Chemin de Saint-Jacques.

## Personnalités
- Manuel Fraga Iribarne, ex ministre d'Espagne, ex président de la Xunta de Galicia et senateur.
- Ramón Chao, journaliste et écrivain, père de Manu Chao.
- Antonio María Rouco Varela, cardinal et archevêque de Madrid (n. 1936)
- Darío Villanueva Prieto, philologue.
- Ramón Villares, historien.
- Alfonso Carrasco Rouco, évêque de Lugo, neveu de Rouco Varela.
- Vicente Celeiro Leal, ex joueur de football du Deportivo et du Celta.
- Cristina Castaño, actrice.

## Paroisses de Vilalba
- Alba (San Xoán)
- Árbol (San Lourenzo)
- Belesar (San Martiño)
- Boizán (Santiago)
- Carballido (Santa María)
- Codesido (San Martiño)
- Corvelle (San Bartolomeu)
- Distriz (San Martiño)
- Goiriz (Santiago)
- Gondaísque (Santa María)
- Insua (San Bartolomeu)
- Ladra (San Salvador)
- Lanzós (San Martiño)
- Lanzós (San Salvador)
- Mourence (San Xiao)
- Nete (San Cosme)
- Noche (San Martiño)
- Oleiros (San Mamede)
- Rioaveso (San Xurxo)
- Román (Santalla)
- Samarugo (Santiago)
- San Simón da Costa (San Simón)
- Sancovade (Santiago)
- Santaballa (San Pedro)
- Soexo (Santa María)
- Tardade (Santa María)
- A Torre (Santa María)
- Vilalba (Santa María)
- Vilapedre (San Mamede)
- Xoibán (San Salvador)